# Поисково-спасательные работы (спорт)

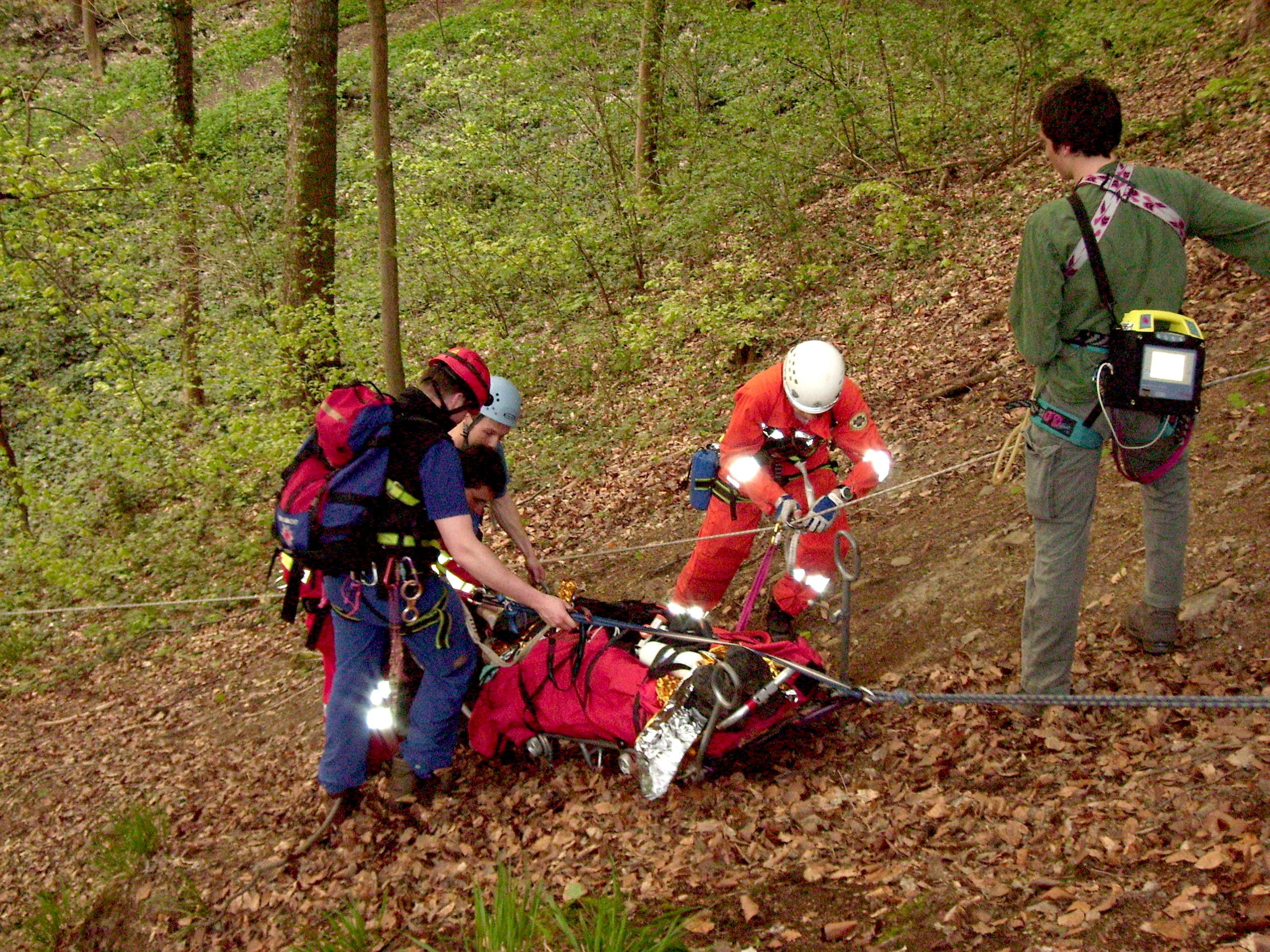
тренировка по поисково-спасательным работам в горах

Поиско́во-спаса́тельные рабо́ты (ПСР) — это соревнования по спортивному туризму, в которых принимают участие команды альпинистских и туристских клубов, образовательных учреждений, поисково-спасательных служб, МЧС, а также спортсмены и люди, предпочитающие активный отдых.

## Что такое соревнования по ПСР?
Соревнования по ПСР — вид экстремальных командных соревнований по спортивному туризму на комбинированной дистанции.
Протяжённость, продолжительность и техническая сложность соревнований по ПСР имеют иные показатели по отношению к соответствующим показателям спортивных походов и туристского многоборья, что компенсируется за счёт следующих факторов: непрерывной работы команды в течение длительного времени в условиях недостатка достоверной информации о предстоящих проблемах при прохождении дистанции, необходимости повышенной психологической устойчивости команды при решении множества задач, имеющих разные варианты правильных решений, введение в дистанцию чрезвычайных ситуаций (ЧС), которые могут произойти во время проведения спортивного похода, работа по поиску и спасению пострадавших, возможности моделирования и прохождения спортивного похода в ограниченное время и с проверкой навыков готовности команды к прохождению реального похода, а также практической подготовки к нему.
Вот лишь неполный перечень задач, с которыми сталкиваются участники соревнований по ПСР:
- Перемещение по пересечённой местности с ориентированием по карте, схеме, легенде или при помощи GPS-навигатора
- Поиск, оказание первой помощи и транспортировка пострадавших
- Преодоление природных (рек, скал) и техногенных препятствий, в том числе с пострадавшими
- Подача сигналов бедствия
- Организация бивуаков на сложном рельефе
- Выживание в природной среде при тяжёлых погодных условиях и при недостатке снаряжения

Звания и разряды на соревнованиях по ПСР присваивают в соответствии с разрядными требования по данному виду.

## Соревнования
- Традиционные ежегодные открытые всероссийские соревнования по поисково-спасательным работам[2] в Сочи
- Традиционные зимние соревнования «Зимний марафон»[3] в Москве
- Традиционные осенние соревнования «Подмосковный экстрим»[4] в Москве
- Зимние детско-юношеские соревнования «Зимний марафончик»[5] в Москве
- Весенние соревнования «Майский спринт»[6][7] в Москве

Несмотря на официальные правила и регламент (комбинированная дистанция вида спорта спортивный туризм), каждые отдельные соревнования по ПСР являются, во многом, авторскими и зависят от конкретного главного судьи.